# Pozďatín
Pozďatín är en ort i Tjeckien.   Den ligger i regionen Vysočina, i den sydöstra delen av landet, 150 km sydost om huvudstaden Prag. Pozďatín ligger 465 meter över havet och antalet invånare är 179.
Terrängen runt Pozďatín är platt. Runt Pozďatín är det ganska glesbefolkat, med 40 invånare per kvadratkilometer. Närmaste större samhälle är Třebíč, 11,6 km väster om Pozďatín. Trakten runt Pozďatín består till största delen av jordbruksmark.